# جوش براون (لاعب كرة قدم أمريكية)
جوش براون (بالإنجليزية: Josh Brown)‏ هو لاعب كرة قدم أمريكية أمريكي، ولد في 29 أبريل 1979 في تلسا في الولايات المتحدة.

## وصلات خارجية
- جوش براون على موقع مرجع كرة القدم المحترفة.كوم (الإنجليزية)